# 肯尼迪草甸 (加利福尼亞州)
肯尼迪草甸（英語：Kennedy Meadows）是位於美國加利福尼亞州圖萊里縣的一個人口普查指定地區。

## 地理
肯尼迪草甸的座標為36°00′28″N 118°06′36″W / 36.00778°N 118.11000°W，而該地最高點為海拔高度1894米（即6214英尺）。

## 人口
根據2010年美國人口普查的數據，肯尼迪草甸的面積為15.081平方千米，當中陸地面積為15.081平方千米，而水域面積為0.000平方千米。當地共有人口28人，而人口密度為每平方千米1人。